# Успоредник
Успоредник е равнинна (двуизмерна) геометрична фигура, образувана от пресичането на две двойки успоредни прави. Успоредникът е четириъгълник, срещуположните страни на който са две по две успоредни, т.е. лежат на успоредни прави, от където идва и името на тази геометрична фигура.

## Свойства на успоредника (паралелограм)
- В успоредник срещуположните страни са равни.
- В успоредник срещуположните ъгли са равни.
- В успоредник диагоналите взаимно се разполовяват от пресечната си точка.
- Всеки два ъгъла на успоредник, които прилежат на една и съща страна, имат сбор, равен на 180 градуса.
- Пресечната точка на диагоналите на успоредника е негов център на симетрия.
- Всеки диагонал разделя успоредника на два еднакви триъгълника.
- За диагоналите на успоредник e и f със страни a и b е изпълнено e2 + f2 = 2(a2 + b2).

## Лице на успоредник и други формули
Разглеждаме успоредник ABCD с a.b.c.f.d
Тъждеството на успоредника е представено чрез формулата:
{\displaystyle e^{2}+f^{2}=2(a^{2}+b^{2})}.
Лице на успоредник
{\displaystyle S\,=\,a\cdot h_{a}=b\cdot h_{b}=\,\left|\left|\,{\overrightarrow {AB}}\,\times \,{\overrightarrow {AD}}\,\right|\right|}

{\displaystyle S\,=\,a\cdot b\cdot \sin \alpha =a\cdot b\cdot \sin \beta ={\frac {1}{2}}\cdot e\cdot f\cdot \sin \theta },
където
{\displaystyle h_{a}\,=\,b\cdot \sin \alpha =b\cdot \sin \beta },
{\displaystyle h_{b}\,=\,a\cdot \sin \alpha =a\cdot \sin \beta }.
За диагоналите по косинусовата теорема имаме
{\displaystyle f={\sqrt {a^{2}+d^{2}-2\cdot a\cdot d\cdot \cos(\alpha )}}}

{\displaystyle e={\sqrt {a^{2}+d^{2}+2\cdot a\cdot d\cdot \cos(\alpha )}}}
За ъглите на успоредника са изпълнени равенствата
{\displaystyle \alpha =\gamma \;\;\;\;\;\beta =\delta \;\;\;\;\;\beta =180^{\circ }-\alpha }.

## Частни случаи на успоредник
- правоъгълник – успоредник с четири равни ъгъла – по 90 градуса всеки;
- ромб – успоредник с равни страни;
- квадрат – успоредник, на който всички страни и всички ъгли са равни – по 90 градуса всеки ъгъл.

## Вижте още
- Правилен многоъгълник
- Ромб
- Квадрат

|  | Тази страница частично или изцяло представлява превод на страницата Parallelogramm в Уикипедия на немски. Оригиналният текст, както и този превод, са защитени от Лиценза „Криейтив Комънс – Признание – Споделяне на споделеното“, а за съдържание, създадено преди юни 2009 година – от Лиценза за свободна документация на ГНУ. Прегледайте историята на редакциите на оригиналната страница, както и на преводната страница, за да видите списъка на съавторите. ВАЖНО: Този шаблон се отнася единствено до авторските права върху съдържанието на статията. Добавянето му не отменя изискването да се посочват конкретни източници на твърденията, които да бъдат благонадеждни. |